# El muro del silencio
El muro del silencio es una película mexicana de 1974, dirigida por el español Luis Alcoriza. Cuenta con las participaciones del actor chileno Brontis Jodorowsky como Daniel, David Reynoso como Jorge, Claudio Brook como el Sr. Olmedo, Armandov Silvestre como Carlos, Fabiola Falcón como Regina Blasco, y el actor brasileño Milton Rodríguez como Lorenzo.
- Datos: Q5352474